# Desera
Desera is een geslacht van kevers uit de familie van de loopkevers (Carabidae). De wetenschappelijke naam van het geslacht is voor het eerst geldig gepubliceerd in 1825 door Dejean.

## Soorten
Het geslacht Desera omvat de volgende soorten:
- Desera australis (Peringuey, 1896)
- Desera bicoloripennis (Liang & Kavanaugh, 2007)
- Desera coelestina (Klug, 1834)
- Desera confusa W.Hansen, 1968
- Desera crassa Andrewes, 1931
- Desera dimidiata (Putzeys, 1880)
- Desera elegans (Sloane, 1907)
- Desera geniculata (Klug, 1834)
- Desera gestroi Bates, 1892
- Desera gilsoni Dupuis, 1912
- Desera inexpectus (Liang & Kavanaugh, 2007)
- Desera javanus (Liang & Kavanaugh, 2007)
- Desera kulti Jedlicka, 1960
- Desera longicollis (W.S.MacLeay, 1825)
- Desera micropectinatus (Liang & Kavanaugh, 2007)
- Desera nepalensis Hope, 1831
- Desera nigripennis (Liang & Kavanaugh, 2007)
- Desera parallela (Chaudoir, 1872)
- Desera queenslandicus (Liang & Kavanaugh, 2007)
- Desera schultzei Heller, 1923
- Desera sinicus (Liang & Kavanaugh, 2007)
- Desera smaragdina (Chaudoir, 1961)
- Desera ternatensis (Chaudoir, 1872)
- Desera unidentata (W.S.MacLeay, 1825)
- Desera viridipennis Hope, 1842